# Manfred Orzessek
Manfred Orzessek (30 juni 1933 – Mönchengladbach, 12 april 2012) was een Duits voetballer die als doelman speelde.
Orzessek speelde voor FC Schalke 04 en Borussia Mönchengladbach. In 1955 speelde hij een interland voor West-Duitsland.